# Monosexualité

L'échelle de Kinsey sur la sexualité humaine. La part de sentiments et des relations homosexuels est exprimée en bleu. L'hétérosexualité (0) comme l'homosexualité (6) sont des monosexualités. Les dégrés situés entre correspondent tous à la bisexualité ; les monosexuels ne sont, eux, attirés que par un seul sexe.

La monosexualité est le fait de ressentir une attirance physique, ou le fait de maintenir des relations amoureuses, sentimentales et sexuelles uniquement envers des personnes d'un seul sexe ou genre. Ainsi, la monosexualité inclut l'hétérosexualité (l'attirance exclusive envers les personnes du sexe ou du genre opposé) et l'homosexualité (l'attirance exclusive envers les personnes de même sexe ou genre), et s'oppose à la bisexualité (l'attirance ou le maintien de relations amoureuses ou sexuelles à des degrés différents envers deux ou plusieurs genres, qu'ils soient homme, femme ou non-binaire) ainsi qu'à la pansexualité (l'attirance sans distinction ou indépendamment du sexe ou de genre).  
Le mot apparait dès le début du XXe siècle sous la plume du psychanalyste Wilhelm Stekel dans son ouvrage Bi-sexual love ; qui s'inspire mais diverge des conceptions freudiennes sur la bisexualité innée. Stekel affirme que la bisexualité est l'état naturel de l'être humain, et qu'hétérosexualité comme homosexualité ne sont que des névroses : « Il n'y a pas d'homosexualité innée, ni d'hétérosexualité innée. Il n'existe que la bisexualité ! […] Il n'existe pas de personnes monosexuelles ! Chacun de nous est bisexuel. »
La valorisation de la monosexualité contribue au phénomène dit d'« occultation de la bisexualité », où l'on mésinterprète l'histoire ou les données primaires de la sexualité humaine, soit en gommant les relations homosexuelles pour ne préserver que la vie hétérosexuelle, soit au contraire en qualifiant d'« homosexuelles » des personnes ayant maintenu des relations hétérosexuelles et homosexuelles. Ce phénomène a abondamment été utilisé par les communautés homosexuelles  : Chris Calge[Qui ?] a ainsi écrit que cette approche constitue une « historiographie monosexuelle gay. »
D'après les rapports Kinsey, 87 % des femmes et 63 % des hommes peuvent être décrits comme monosexuels, en prenant comme outil de classification les expériences sexuelles débouchant sur un orgasme.
La promotion d'une « monosexualité impérative », utilisée par des hétérosexuels déclarés ou des homosexuels déclarés, est l'une des facettes de l'occultation de la bisexualité. Cette pression à la normalisation monosexuelle est devenue une force puissante dans la culture occidentale, en particulier américaine, depuis les années 1970.